# Vahid Ahmadov
Pour les articles homonymes, voir Ahmadov.
Vahid Ahmadov (né en 1947, Qonaqkənd, Quba, Azerbaïdjan) est membre de l'Assemblée nationale d'Azerbaïdjan et vice-président du Comité de politique économique de l'Assemblée nationale azerbaïdjanaise.

## Vie
Né dans le village de Qonaqkənd de Quba, le 2 avril 1947.
Le 6 novembre 2005, il a été élu député de la circonscription n ° 52 de Quba. Au Parlement, il est vice-président de la Commission permanente du Milli Mejlis sur la politique économique; chef des groupes de travail Azerbaïdjan-Allemagne, Azerbaïdjan-Croatie, Azerbaïdjan-Russie et Azerbaïdjan-Turkménistan sur les relations interparlementaires.

## Vie privée
Vahid Ahmadov est marié et père de deux enfants